# Aurelia Nuoto
L'Aurelia Nuoto è una società sportiva di Roma.

## Storia
Fondata il 1º settembre del 1976 dai fratelli Luigi e Paolo Barelli, insieme all'amico Antonio De Pascale, l'Aurelia Nuoto deve il suo nome alla via consolare lungo la quale si trova tuttora una delle sedi. L'intento iniziale era quello di diffondere una cultura sportiva natatoria tra gli abitanti del quartiere Aurelio. L'attività in realtà era già stata avviata dalla scuola nuoto del Vis Aurelia i cui locali furono rilevati dalla proprietà dell'Aurelia.
Nel 1978, a Cesare Butini, attuale direttore tecnico della nazionale di nuoto, viene affidata la conduzione del nascente settore agonistico. Nella stagione 1982/83 nasce il pool che affiancherà l'Aurelia Nuoto come vivaio giovanile, formato dalle società San Paolo Nuoto, Urbe Nuoto e Vindicio Nuoto che, con vari assestamenti, dopo 10 anni di attività ad alto livello nel periodo dal 1991 al 1994 arriverà a vincere i trofei più prestigiosi nel campo del nuoto.
L'Aurelia Nuoto dà vita nel 1984 alla sezione Salvamento. Fin dal primo anno di attività, la società si pone ai vertici della graduatoria nazionale, spesso prima tra quelle "civili". Più tardi arriva anche la prima squadra di nuoto sincronizzato le cui atlete saranno, dal 2000 in poi, molto frequentemente le componenti della nazionale italiana.
Nel corso della sua storia l'Aurelia Nuoto ha vinto più di 20 titoli nazionali a livello assoluto e più di 100 a livello giovanile. Inoltre è stata società campione d'Italia di nuoto sincronizzato nel 2001, 2002, 2003, 2004, 2005, 2006, 2008, 2010.
Nel suo ambito sono cresciuti ed hanno gareggiato con ottimi risultati a livello nazionale i noti attori Raoul Bova e Kim Rossi Stuart.
L'Aurelia Nuoto è la società organizzatrice del Trofeo Simone Barelli, Memorial dedicato ad un suo atleta, nonché nipote dell'ex Presidente Paolo Barelli, morto in un tragico incidente a soli 15 anni. La manifestazione si è tenuta ininterrottamente dal 1996 al 2012 per poi registrare uno stop di 6 anni. Nel 2019 la XVIII edizione. 
Nel 2010 la società cambia nome aggiungendo al nome iniziale la parola Unicusano dopo l'ingresso in società dell'Università degli Studi Niccolò Cusano.

## Il progetto "Aurelia"
L'Aurelia Nuoto collabora per lo sviluppo della attività natatorie con diversi centri sportivi del Lazio attraverso un progetto di formazione e collaborazione tecnica finalizzato alla crescita generale, sportiva, morale e culturale dei giovani atleti.
Le società aderenti al "Progetto Aurelia" svolgono un'attività di "vivaio", avviando i giovani all'agonismo e organizzando gruppi, allenati dai tecnici delle singole società coordinati dai tecnici dell'Aurelia Nuoto. Appena raggiunto il livello tecnico necessario, i giovani atleti, in accordo con i dirigenti dell'Aurelia Nuoto valutano le migliori opportunità per la prosecuzione dell'attività nazionale ed internazionale o presso i centri di appartenenza o presso centri di altro gruppo più idoneo. Gli atleti dei centri svolgono attività con le modalità stabilite dal centro di appartenenza nell'ambito dei programmi sportivi predisposti con l'Aurelia Nuoto.
I centri aderenti al progetto sono:
Nuoto Aurelia (Sede storica)
- Flaminio Sporting Club
- Centro Sportivo Villa Flaminia
- Centro Sportivo Santa Maria
- Urbe Nuoto '90
- Villa Bonelli S.C.
- Nuova Olimpic Club Nuoto
- Sport 2000 ToLive Sport Center - Polo Natatorio di Pietralata

## Palmarès

### Stagione 2024/2025
- Società 1° Classificata - Classifica società campionato a squadre Ragazzi Sezione Maschile - Stagione 2024/2025

#### Criteria Nazionali Giovanili BPER - Riccione (ITA) - 28 Marzo / 2 Aprile 202
- Società 2° classificata - Classifica Generale Maschile5[4]
- Società 1° classificata - Classifica Categoria Ragazzi

#### Campionato Italiano Assoluto Unipol - Riccione (ITA) - 13/17 aprile 2025
- Società 3° classificata - Classifica Generale Maschile (Società Civili)

#### Campionato Regionale Lazio - Nuoto in acque Libere - Anguillara 5 - 6 luglio 2025
- Società 1° classificata - Classifica generale agonisti (M+F)

## Record
- Record Italiano ai Criteria Nazionali Giovanili - 4 * 100 misti maschile - 3'44"23 (A. Acampora, K. Abd El Moehety, F. Cecconi, S. Tufani)

## Principali atleti
- Andrea Mitchell D'Arrigo
- Giada Galizi (in attività)
- Alessandro Terrin
- Silvia Di Pietro (in attività - ora C.C. Aniene)
- Martina Rita Caramignoli (in attività)
- Alessio Proietti Colonna (in attività)
- Rachele Bruni (in attività)
- Alessia Filippi
- Cristina Chiuso
- Gianni Minervini
- Francesco Postiglione
- Luca Belfiore
- Stefano Battistelli
- Simone Ercoli
- Viviana Susin
- Stefano Rubaudo
- Santo Yukio Condorelli (in attività)